# Вахтанг Гомелаурі
Вахтанг Гомелаурі (груз. ვახტანგ გომელაური; народився 24 грудня 1974 року) — грузинський політик, який обіймав посаду міністра внутрішніх справ і Служби безпеки Грузії з вересня 2019 року.
Вахтанг Гомелаурі народився в Тбілісі, тодішній столиці Грузинської РСР, у 2003 році закінчив Грузинську державну академію фізичного виховання і спорту.
З 1994 по 2003 рік він служив у Державній службі спеціальної охорони Грузії. У 2003-2013 роках працював в Департаменті поліції безпеки МВС Грузії.
Коли опозиційна проросійська партія «Грузинська мрія» прийшла до влади після парламентських виборів 2012 року, Гомелаурі став заступником міністра МВС, цю посаду він обіймав з березня 2013 року по грудень 2014 року. Потім його підвищили до першого заступника міністра до січня 2015 року, після чого він був міністром МВС протягом восьми місяців.
У серпні 2015 року прем'єр-міністр Іраклі Гарібашвілі призначив його головою Служби державної безпеки. Після відставки прем'єр-міністра Мамуки Бахтадзе в 2019 році його наступник Георгій Гахарія призначив його заміною в міністерстві. З 8 вересня 2019 року — міністр внутрішніх справ Грузії.

## Санкції
У грудні 2024 року проти Гомелаурі було введено санкції Латвії, Литви та Естонії за участь у розгонах протестів у Грузії.